# Philippine Institute of Volcanology and Seismology

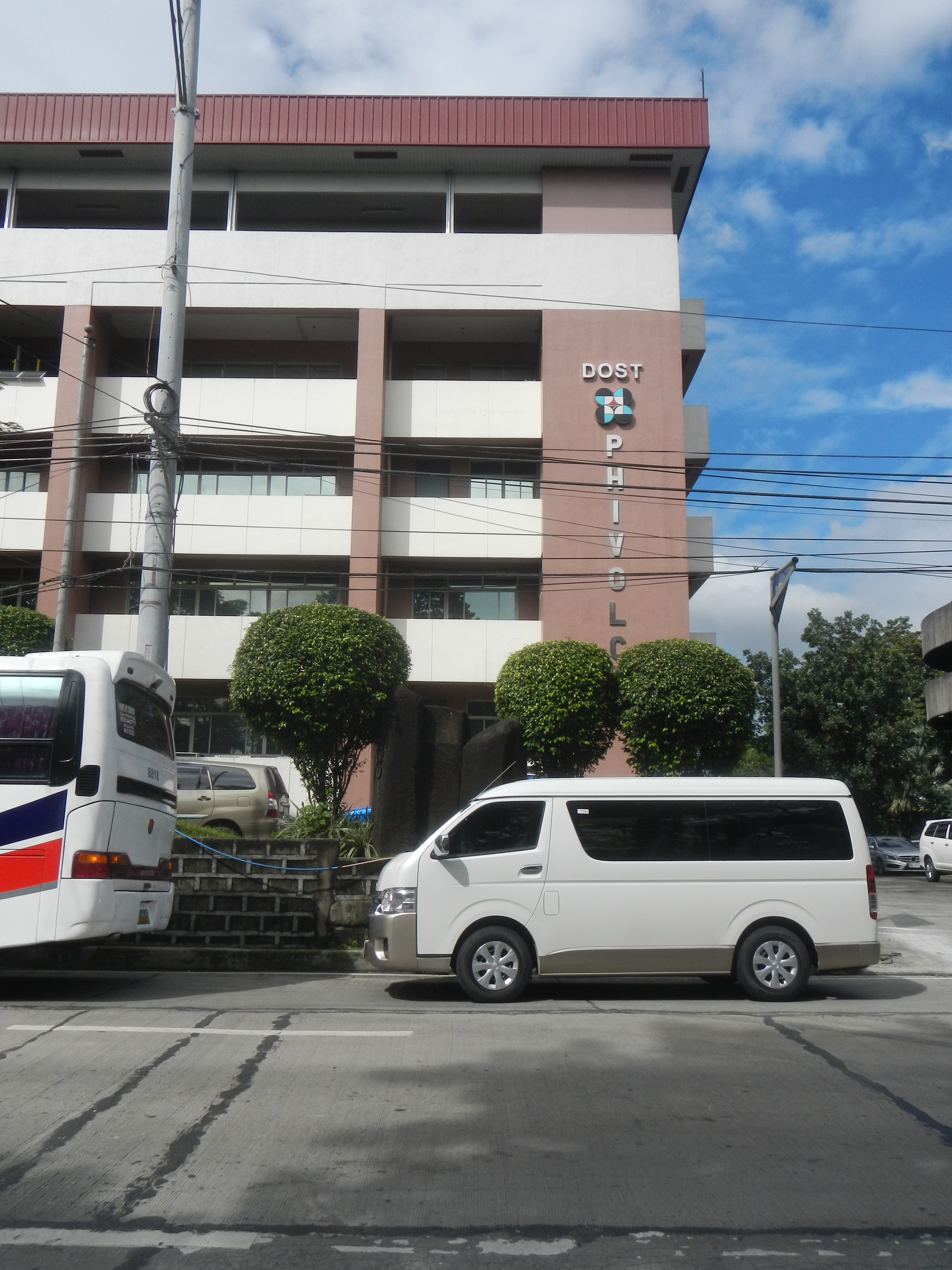
PHIVOLCS

Het Philippine Institute of Volcanology and Seismology (PHIVOLCS) is een nationale instantie in de Filipijnen, die als opdracht heeft om de vulkanische en seimologische activiteiten in het land te bestuderen, en zo te proberen voorspellingen te doen over toekomstige vulkanische uitbarstingen en aardbevingen.

## Geschiedenis
De Filipijnen liggen in een gebied waar drie verschillende tektonische platen elkaar raken. Het land heeft als gevolg van deze ligging meer dan 200 vulkanen en ondervindt per dag ten minste vijf (meestal kleine) aardbevingen per dag.
Met de gewelddadige uitbarstingen van Mount Hibok-Hibok tussen 1948 en 1951, waarbij meer dan 3000 mensen om het leven kwamen, kwam het besef dat het land behoefte had aan een instantie die de actieve vulkanen van het land zou monitoren en bestuderen. Hierop werd in 1952 de Commission on Volcanology (COMVOL) opgericht.
COMVOL realiseerde in de jaren daarna permanente observatieposten op de vijf meeste actieve vulkanen van het land. Bovendien werd aandacht geschonken aan de mogelijkheden om energie te onttrekken op een geothermische manier.
Op 17 maart 1982 werd het instituut als gevolg van een reorganisatie ondergebracht bij de National Science and Technology Authority (NSTA) en hernoemd naar Philippine Institute of Volcanology (PHIVOLC). 
Op 17 september 1984 werden de verantwoordelijkheden van het instituut uitgebreid met het bestuderen en monitoren van seismologische activiteiten in het gebied en werd de naam werderom gewijzigd in Philippine Institute of Volcanology and Seismology (PHIVOLCS).